# Saint-Brandan
Saint-Brandan (en bretó Sant-Vedan, gal·ló Saent-Medan) és un municipi francès, situat a la regió de Bretanya, al departament de Costes del Nord.

## Demografia
| 1962                                       | 1968  | 1975  | 1982  | 1990  | 1999  |
| ------------------------------------------ | ----- | ----- | ----- | ----- | ----- |
| 1.839                                      | 1.741 | 1.706 | 2.032 | 2.184 | 2.240 |
| Des de 1962: població sense dobles comptes |       |       |       |       |       |

## Administració
| Període   | Identitat       | Partit |
| --------- | --------------- | ------ |
| -1965     | François Leroux |        |
| 1965-1989 | Jean Quinio     |        |
| 1989-     | Yves Le Guen    |        |